# Ephedra przewalskii
Ephedra przewalskii är en kärlväxtart som beskrevs av Otto Stapf. Ephedra przewalskii ingår i släktet efedraväxter, och familjen Ephedraceae. Inga underarter finns listade i Catalogue of Life.